# Delaware
Delaware (anglická výslovnost  [ˈdɛləwɛər]IPA, oficiálně State of Delaware) je stát nacházející se na východním pobřeží Spojených států amerických, v Jihoatlantské oblasti jižního regionu USA. Delaware hraničí na jihu a západě s Marylandem, na severu s Pensylvánií a na severovýchodě s New Jersey. Jihovýchodní ohraničení státu tvoří Atlantský oceán.
Se svou rozlohou 6 452 km² je Delaware druhým nejmenším státem USA, v počtu obyvatel (950 tisíc) je šestým nejméně lidnatým státem, s hodnotou hustoty zalidnění 188 obyvatel na km² je však na šestém místě. Hlavním městem je Dover s 38 tisíci obyvateli. Největšími městy jsou Wilmington se 72 tisíci obyvateli, dále Newark (32 tisíc obyv.) a Middletown (20 tisíc obyv.). Delawaru patří 45 km pobřeží Atlantského oceánu. Nejvyšším bodem státu je Ebright Azimuth s nadmořskou výškou 137 m na severu státu. Největším tokem je řeka Delaware, jež tvoří hranici s New Jersey.
Od 30. let 17. století patřila část území Delawaru kolonii Nové Švédsko, jež se v 50. letech 17. století stala součástí Nového Nizozemí. Po nizozemské porážce roku 1664 získali teritorium Angličané, kteří zde založili kolonii pojmenovanou podle řeky Delaware, jež naopak získala jméno po Thomasi Westovi, 3. baronovi De La Warr, guvernérovi virginské kolonie. Delawarská provincie se roku 1776 stala jedním z původních třinácti zakládajících států USA. Delaware jako první stát v pořadí ratifikoval Ústavu Spojených států amerických, k čemuž došlo 7. prosince 1787.

## Historie
Původní indiánské kmeny Nantikoků a východních Algonkinů nahradili v 17. století Švédové, kteří si na zde založili kolonii Nové Švédsko. Od roku 1638 obývalo toto území kromě Švédů také množství Finů (v té době bylo Finsko součástí Švédského království) a Nizozemců. V roce 1655 během 2. severní války dobyli toto území právě Nizozemci, kteří ho anektovali do již vzniklého Nového Nizozemí. Devět let poté, roku 1664, dobyla území kolem řeky Delaware britská námořní flota v čele se sirem Robertem Carrem. V britském držení zůstalo Delaware až do okamžiku připojení ke Spojeným státům americkým.

## Symboly

### Další symboly
Mottem státu je „Liberty and Independence“, květinou květ broskve, stromem cesmína temná, ptákem modrá slepice a písní Our Delaware.

## Obyvatelstvo
Podle sčítání lidu z roku 2010 zde žilo 897 934 obyvatel. Podle sčítání v roce 2000 zde žilo 783 600 obyvatel.

### Rasové složení
- 68,9 % Bílí Američané
- 21,4 % Afroameričané
- 0,5 % Američtí indiáni
- 3,2 % Asijští Američané
- 0,0 % Pacifičtí ostrované
- 3,4 % Jiná rasa
- 2,7 % Dvě nebo více ras

Obyvatelé hispánského nebo latinskoamerického původu, bez ohledu na rasu, tvořili 8,2 % populace.

### Náboženství
- křesťané – 79 %
  - protestanti – 68 %
    - metodisté – 22 %
    - baptisté – 21 %
    - luteráni – 4 %
    - presbyteriáni – 3 %
    - letniční církve – 3 %
    - jiní protestanti – 15 %

  - římští katolíci – 10 %
  - jiní křesťané – 1 %
- jiná náboženství – 2 %
- bez vyznání – 19 %

## Hospodářství

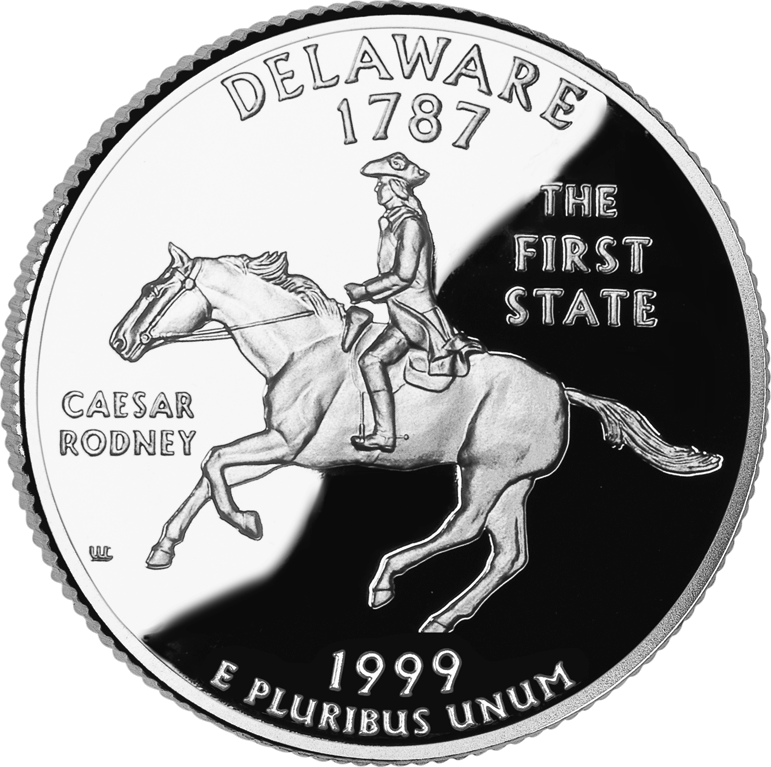
Čtvrtdolar státu Delaware (paměťní mince), autor William Cousins

Stát Delaware má velmi liberální obchodněprávní zákonodárství, proto je zde registrováno velké množství obchodních společností. Někdy bývá označován jako daňový ráj, to je však zavádějící – zdejší výhody spočívají spíše v jednoduchosti a flexibilitě místního obchodního práva, velmi malé míře administrativy, velkorysé otevírací době zdejšího obchodního rejstříku apod. Mimo jiné je zde registrována více než polovina amerických veřejně obchodovaných společností.